# 黃滄浪
黃滄浪（1916年3月14日—1986年8月28日），號武峰，是一位出身彰化埤頭芙朝地區的柔道教育家。

## 生平

### 早年生活
大正5年（1916年）3月14日，黃滄浪出生於臺中州北斗郡埤頭，家族為當地望族大地主，皇民化模範家庭，父親為保正，村落東半部土地幾乎為黃氏家族所有。
昭和5年（1930年），黃滄浪背負著父親的期望前往日本實現大日本帝國主義精神，先入柏原中學校就讀；在校期間，因柔道非常盛行且黃滄浪體格強壯又對該項技藝感興趣，他決定參加校內「寒中柔道特別訓練班」，並於結訓時受其指導教師北川艇二珍重。 在學期間假期返鄉時，黃滄浪曾前往北斗武德殿觀摩警察柔道訓練場，並親眼目睹警察對教練岡田氏非常恭敬；當時，黃滄浪對此感到羨慕並因此立志成為柔道教官。 18歲時，黃滄浪在柏原中學校取得柔道初段，隔年又晉升二段。
昭和11年（1936年），黃滄浪畢業於自柏原中學校並經競賽考入位在京都市的大日本武德會武道専門學校因提倡尚武等日本軍國主義精神被廢校，成為磯貝一、田畑昇太郎、栗原民雄等柔道家的弟子。

### 傳藝生涯
昭和12年（1937年），黃滄浪晉升柔道四段鍊士。昭和14年（1939年），黃滄浪晉升柔道五段；當時，他曾獲選參加裕仁天皇御前柔道表演賽。昭和15年（1940年），黃滄浪自大日本武德會武道専門學校畢業。昭和18年（1943年），黃滄浪成為柔道七段達士，同時從事柔道教學。此間，黃滄浪曾任教於香川縣高松第一中學校，並為該校計劃培訓柔道隊，多次率隊參加地方性及全國性柔道比賽。
1946年，黃滄浪帶領家人返鄉，並任教於臺灣省立彰化中學。此後，黃滄浪為推廣柔道運動，曾數度於臺灣省運動會表演「柔道綜合制敵法」。
民國四十四年（1955年），黃滄浪正式受聘擔任臺灣省政府警務處刑事警察總隊、中央警官學校暨臺灣省警察學校柔道教官並在未經國家警察資格考試破格授予二線一星警官。
1957年（民國四十六年）至1983年（民國七十二年）間，黃滄浪先後在三軍大學、憲兵學校、中正理工學院、國防醫學院、政工幹校、國立臺灣大學、臺灣省立師範大學、中國文化學院等校擔任教師，與其義子蔡勇君於高雄開設「武峰柔道館」傳授其技藝。
民國四十七年（1958年），黃滄浪擔任教練帶領中華隊柔道選手前往東京參加第三屆亞洲運動會，並在返國後獲中華民國教育部表彰為優良教練。
民國四十九年（1960年），黃滄浪晉升柔道八段。
民國五十六年（1967年）8月，黃滄浪前往美國猶他州鹽湖城參加世界柔道協會主辦的國際裁判考選，以中華民國國民身份獲得世界裁判資格；1964年夏季奧林匹克運動會、1972年夏季奧林匹克運動會及世界柔道錦標賽等賽事以中華民國會籍擔任裁判。
民國六十八年（1979年），黃滄浪晉升柔道九段。
民國七十五年（1986年），黃滄浪過世，身著柔道服火化隨後被安葬於臺北縣金山鄉；當時，中華民國柔道協會於其家祭後褒揚並追贈其為柔道十段。
此外，黃滄浪也喜愛練習書法，並將其與武術練習結合。

## 家庭
黃滄浪在1938年與劍道家三品節子（漢名黃淑華）結婚，婚後兩人育有3子1女：分別是長子黃有終(盈夫)、長女黃碧珍(千鶴子)、次子黃有正、三男黃有三。

## 軼事
- 黃滄浪曾被臺灣警察界人士取以「台灣地區胸圍最寬大的男人」的別名。[1][3]

## 語錄
- 「學習柔道不是爭強鬥狠的工具，而是全身的綜合運動，更是集智慧、精神、注意力、堅忍於一的訓練。」[1]

## 外部連結
- 八段黃滄浪達士與邱左賢柔道示範教學- YouTube （页面存档备份，存于）